# Бессарабско-Таврический земельный банк
Бессарабско-Таврический земельный банк — крупное финансовое учерждение дореволюционной России. Правление банка размещалось в Одессе.

## История

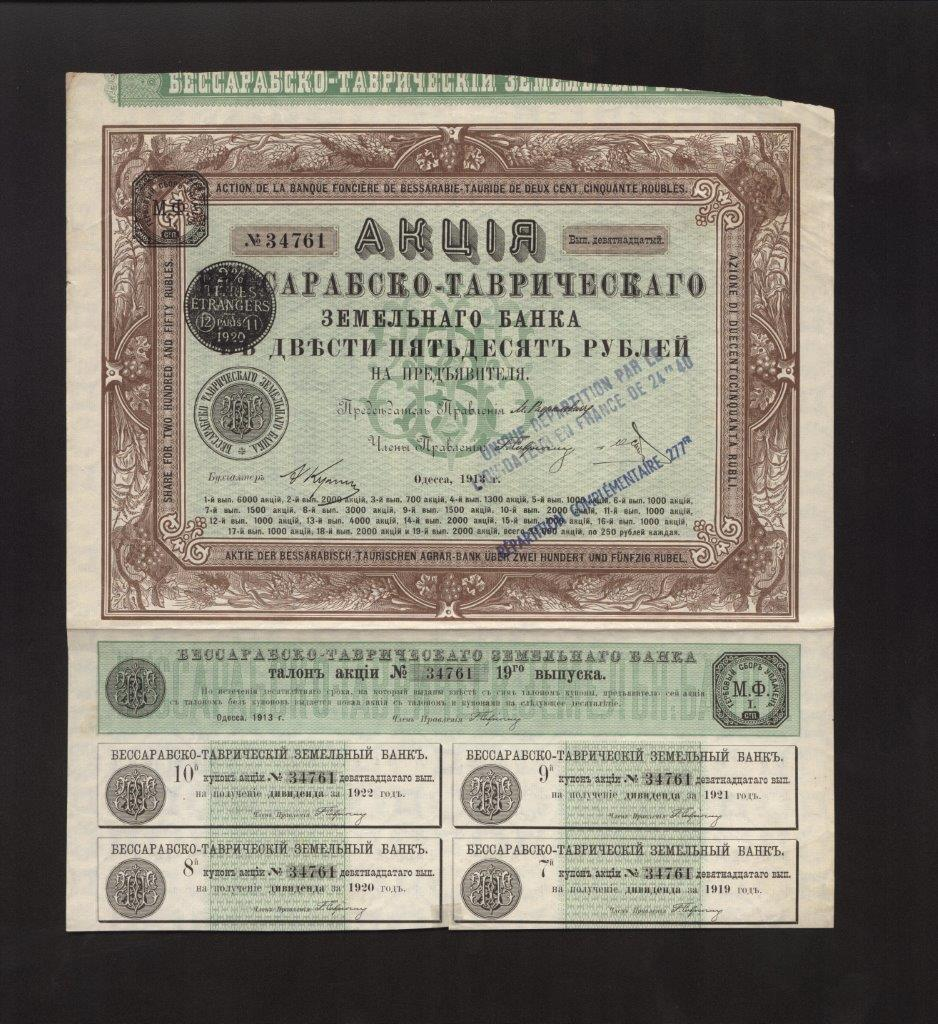
Акция в 250 руб. на предъявителя Бессарабско-Таврического земельного банка. Одесса, 1913 г.

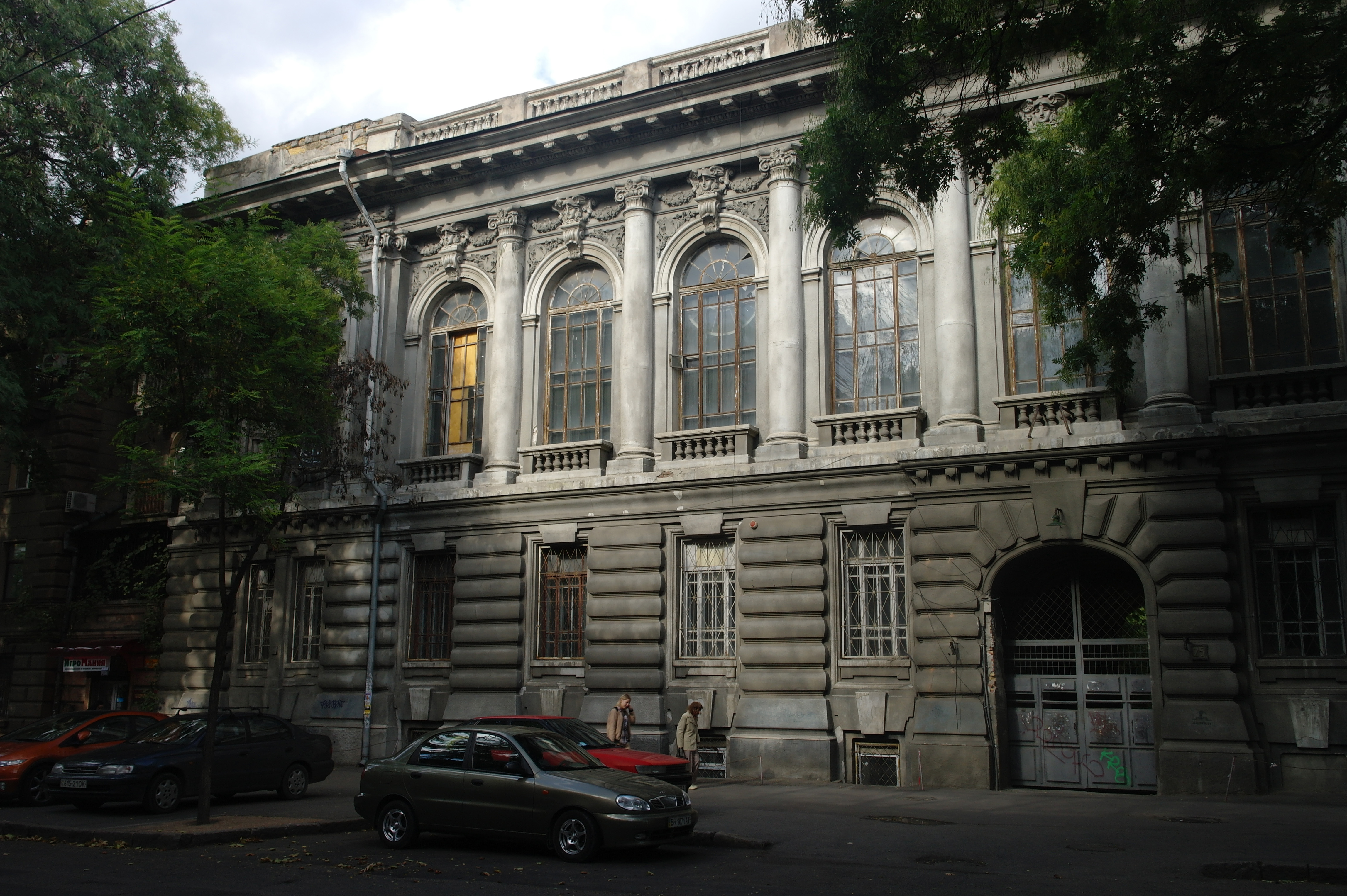
Здание бывшего Бессарабско-Таврического земельного банка. Улица Пастера (Одесса), 25

Бессарабско-Таврический земельный банк открыл свои действия в 1872 г., спустя всего одиннадцать лет после отмены в России крепостного права.
В результате подписания императором Александром II Высочайшего манифеста 19.02.1861 (Об отмене крепостного права) подневольные крестьяне получили освобождение, а многочисленные помещики лишились бесплатной рабочей силы. Единственным капиталом, оставшимся у большинства из них, являлись большие земельные наделы, которые можно было закладывать для получения кредитов. Во многом по этой причине к началу 70-х гг. XIX в. возникла необходимость появления банковских учреждений, предоставляющих подобные виды услуг.
Одесский Бессарабско-Таврический земельный банк стал одним из десяти акционерных земельных банков Российской империи  (к числу которых относились Харьковский, Полтавский, С.-Петербургско-Тульский, Московский, Нижегородско-Самарский, Киевский, Виленский, Ярославско-Костромской и Донской) все из которых открыли свои операции в  1871—73 гг. Складочный капитал этих финансовых учреждений, предоставлявших краткосрочные и долгосрочные ссуды под залог как земель, так и городских недвижимостей,  к 1 июля 1898 г. составлял 51 716 520 руб.
Учредителями Бессарабско-Таврического банка выступили  Г. Г. Маразли, Н. М. Чихачев, А. Стюард, Л. А. и Ф. А. Рафаловичи, К. Стамеров, В. П. Синадино и другие видные жители Одессы того времени. Основной капитал банка составлял 1,5 млн. руб, поделенных на 6000 акций по цене 250 рублей за штуку. Деятельность банка охватывала Херсонскую, Таврическую, Подольскую и Бессарабскую губернии, а также Одесское и Керчь-Еникальское градоначальство. Бессарабско-Таврический земельный банк также отличала широкая сеть представительств по Империи: в Екатеринославе, Бахмуте, Павлограде, Александровске и Никополе (Екатеринославской), Митаве и Либаве (Курляндской) и Ревеле (Эстляндской) губерний.
Благодаря выверенной кредитно-финансовой политике и своему умелому управлению Бессарабско-Таврический земельный банк смог успешно просуществовать вплоть до окончательного установления советской власти в Одессе в 1920 г. Величественное здание головной конторы банка, построенного по проекту известного одесского архитектора Семена Андреевича Ландесмана на ул. Херсонской, 25 (ныне ул. Пастера), сохранилось до сих пор.